# انتقال انرژی رزونانسی فورستر

تصویری از انتقال انرژی رزونانسی فورستر

انتقال انرژی رزونانسی فورستر  (FRET) گذار انرژی بدون تابش وابسته به فاصله از یک fluorophore دهنده به یک fluorophore مناسب گیرنده‌است و یکی از معدود ابزارهای در دسترس برای اندازه گیری فواصل از مرتبه نانو و تغییرات در فواصل می‌باشد. این پدیده امروزه کاربرد بسیار گسترده‌ای در مطالعه واکنش‌های بین مولکولی و کشف دارو دارد. همچنین با استفاده از FRET در میکروسکوپی نوری، می‌توان فاصله دو مولکول را در حدود چند نانومتر تعیین کرد.
مکانیزم FRET شامل یک fluorophore دهنده در حالت الکترونی برانگیخته‌است که می‌تواند انرژی برانگیختگی‌اش را به یک fluorophore گیرنده نزدیک خودش به صورت غیر تابشی منتقل کند. در واقع fluorophore برانگیخته مانند یک دو قطبی نوسان کننده‌است که می‌تواند با دو قطبی دیگری که فرکانس تشدید شبیه خودش دارد، تبادل انرژی انجام دهد؛ درست مانند یک جفت دیاپازون که در فرکانس مشابه نوسان می‌کنند.
جفت مولکولی که به این شکل اثر متقابل دارند، جفت دهنده-گیرنده می‌نامند.

## مکانیزم FRET
در فرایند FRET ابتدا یک fluorophore دهنده، انرژی ناشی از نور فرودی را جذب کرده و برانگیخته می‌شود. سپس این انرژی برانگیختگی را به گیرنده منتقل می‌کند:

## ’A*→A+hν
این گذار انرژی با کاهش یا از بین بردن فلئورسانس دهنده و کاهش طول عمر تراز برانگیخته آشکار می‌شود، که این پدیده با افزایش در شدت فلئورسانس گیرنده همراه‌است.
در حضور مولکول گیرنده مناسب، fluorophoreدهنده می‌تواند انرژی تراز برانگیخته اش را به‌طور مستقیم به گیرنده انتقال دهد، بدون اینکه فوتون گسیل کند.
برای روی دادن FRET باید این شرایط برقرار باشد:
۱-طیف نشری فلئورسانس مولکول دهنده باید با طیف برانگیختگی یا جذب گیرنده همپوشانی داشته باشد. درجه همپوشانی با انتگرال همپوشانی طیفی(J) نشان داده می‌شود.
۲- دو fluorophore دهنده و گیرنده باید در فاصله بسیار نزدیک باشند.(معمولاً حدود ۱-۱۰ nm)
۳- طول عمر فلئورسانس دهنده باید آنقدر باشد که اجازه اتفاق افتادن FRET را بدهد.
4- راستای ممنتوم دو قطبی‌های دو fluorophore نیز نسبت به یکدیگر اهمیت دارد. برای مثال اگر راستای دوقطبی‌ها بر هم عمود باشد FRET اتفاق نمی‌افتد.
فورستر نشان داد که بازده فرایند FRET با معکوس توان ششم r رابطه دارد که r فاصله بین دهنده و گیرنده‌است:
E=1/(1+(r/R0)۶)
در این رابطه، R0 شعاع فورستر است. اکر دو fluorophore در این فاصله از هم قرار بگیرند، نصف انرژی برانگیختگی دهنده به گیرنده منتقل می‌شود. یعنی در این فاصله بازده انتقال انرژی ۵۰% است.

## کاربردها
بستگی شدید بازده FRET به فاصله به‌طور گسترده در مطالعه ساختار و دینامیک پروتئین‌ها و نوکلئیک اسیدها، تشخیص دادن و تصویر کردن اثرات متقابل بین مولکولی و گسترش آزمایش‌های مربوط به پیوندهای بین مولکولی مورد استفاده قرار می‌گیرد. به ویژه اخیراًFRET و FLIM(fluorescence lifetime imaging microscopy) کاربردهای وسیعی در تحلیل اثرات متقابل پروتئین‌ها با یکدیگر پیدا کرده‌است.
در محیط‌های دینامیک سلولی پروتئین هاو سایر اجزای سلولی تحت تأثیر فرایندهای زیادی هستند. برای بررسی تغییرات سلولی و برهم کنش بین سلول‌های زنده در محیط طبیعی شان، که در زمان‌های کوتاهی در حد میکرو و نانو ثانیه صورت می‌گیرند، تصویربرداری سریع اهمیت ویژه‌ای دارد.
در روش ترکیبی FRET و FLIM، هر پروتئین در ارتباط با مولکول‌های دهنده و پذیرنده مناسبی است و انرژی به صورت غیر تابشی منتقل می‌شود. این انرژی را می‌توان با استفاده از تصویربرداری confocal یا multi-photon رصد کرد.
دراین روش ترکیبی تصویربرداری با اندازه‌گیری طول عمر دهنده در صورت حضور یا عدم حضور پذیرنده انجام می‌گیرد. در این اندازه‌گیری می‌توانیم با تخمین بازده انتقال انرژی، اطلاعاتی دربارهٔ فاصله مولکول‌ها بدست آوریم.